# 莱州湾

莱州湾

莱州湾，是中国渤海南部的一个海湾，西起东营市黄河河口，东至龙口市屺山母岛高角，环海湾海岸线长319公里，总面积9530平方公里。
莱州湾沿岸重要港口有莱州、滨州、潍坊、东营和龙口等，1980年代前冬季常封冻，此后很少全海域封冻。该海域是中国重要的渔业和海盐生产区，亦有石油和天然气蕴藏。